# Prosthacusta circumcincta
Prosthacusta circumcincta är en insektsart som först beskrevs av Scudder, S.H. 1869.  Prosthacusta circumcincta ingår i släktet Prosthacusta och familjen syrsor. Inga underarter finns listade i Catalogue of Life.